# Justine Wright

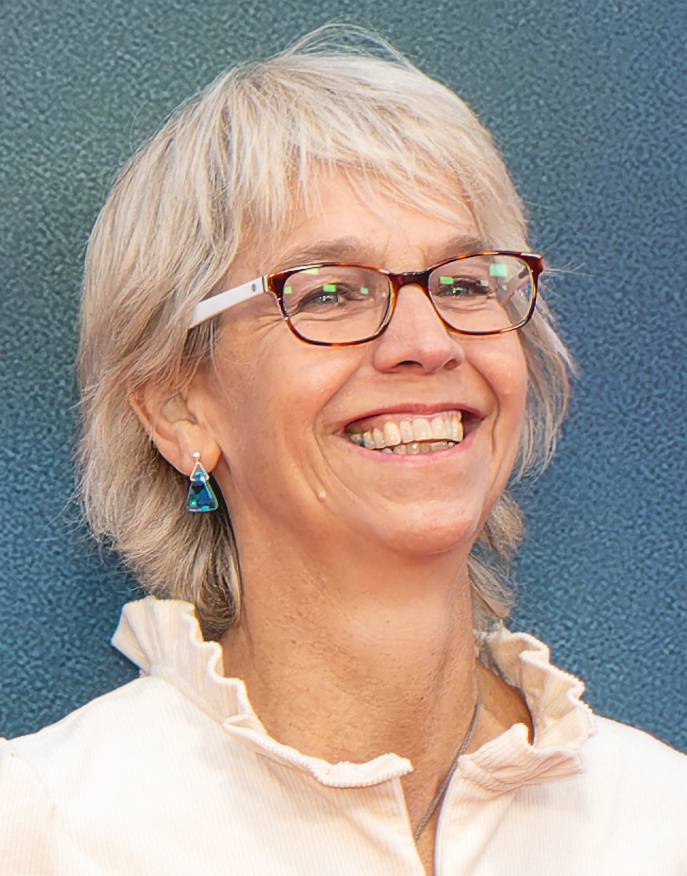
Justine Wright (2024)

Justine Wright ist eine neuseeländische Filmeditorin.
Justine Wright wuchs in Neuseeland auf und kam 1990 nach London. Hier wurde sie zur Editorin ausgebildet und war zunächst im Bereich Werbung und Musikvideo aktiv. Später folgten Kurz- und Dokumentarfilme, danach auch Spielfilme.
2000 wurde sie mit dem British Independent Film Award (bester Newcomer off-screen) und 2014 mit dem Europäischen Filmpreis (bester Schnitt) für No Turning Back geehrt.

## Filmografie (Auswahl)
- 1999: Ein Tag im September (One Day in September)
- 2002: Bis zum letzten Vorhang (The Final Curtain)
- 2002: Das Spiel ihres Lebens (The Game of their Lives)
- 2003: Sturz ins Leere (Touching the Void)
- 2006: The Listening
- 2006: Der letzte König von Schottland – In den Fängen der Macht (Last King of Scotland)
- 2009: State of Play – Stand der Dinge (State of Play)
- 2011: Der Adler der neunten Legion (The Eagle)
- 2011: Die Eiserne Lady (The Iron Lady)
- 2013: No Turning Back (Locke)
- 2014: Black Sea
- 2016: Verleugnung (Denial)
- 2018: Yardie
- 2018: Die Libelle (The Little Drummer Girl, Miniserie)
- 2021: The Mauritanian
- 2023: Luther: The Fallen Sun
- 2024: We Live in Time